# Aetholix
Aetholix és un gènere d'arnes de la família Crambidae.

## Taxonomia
- Aetholix borneensis Hampson, 1912
- Aetholix flavibasalis (Guenée, 1854)
- Aetholix indecisalis (Warren, 1896)
- Aetholix litanalis (Walker, 1859)
- Aetholix meropalis (Walker, 1859)